# Salix ovalifolia
Salix ovalifolia är en videväxtart som beskrevs av Ernst Rudolf von Trautvetter. Salix ovalifolia ingår i släktet viden, och familjen videväxter.

## Underarter
Arten delas in i följande underarter:
- S. o. arctolitoralis
- S. o. cyclophylla
- S. o. glacialis